# Romulea tabularis
Romulea tabularis là một loài thực vật có hoa trong họ Diên vĩ. Loài này được Eckl. ex Bég. miêu tả khoa học đầu tiên năm 1907.